# Салия
Флавий Салия (на латински: Flavius Salia) е политик на Римската империя през IV век.
Между 344 – 348 г. e на високия пост magister equitum (магистър на конницата) при западния император Констанц. След Църковния събор в Сердика през 342/344 г. той е изпратен с 2 епископи с писмо от Констант до брат му Констанций II, източния император. В писмото се иска връщането на Атанасий на епископската катедра в Александрия, с което той трябва да поддържа арианството на Констанций II. Известно е, че Салия е ревностен християнин-никеянец.
През 348 г. той е консул заедно с Флавий Филип, преторианския префект на Изтока.